# Guerriers et Captives
Pour plus de détails, voir Fiche technique et Distribution.
Guerriers et Captives est un film franco-helvético-argentin d'Edgardo Cozarinsky, sorti en 1990.

## Synopsis
En Patagonie, les années 1880 voient les derniers affrontements entre Indiens et colons. Le colonel Garay, commandant de l'avant-poste fortifié d'un village, ambitionne de faire de l'Argentine un grand pays moderne et, pour s'y établir, accueille sa jeune femme Marguerite venue de Paris. Garay prépare l'arrivée de la voie ferrée et cette nouvelle infrastructure attire autant d'émigrants comme l'institutrice, que la convoitise d'autochtones comme Maître Pacheco qui rêve d'accaparer le plus de terre possible. Madame Yvonne, patronne de la maison close locale va l'y aider moyennant des compensations. Pendant que Marguerite, désorientée dans ce Nouveau Monde, s'attache à civiliser une jeune Indienne captive, la garnison prépare une fête pour l'arrivée du train et l'on commence à attribuer les lopins de terre aux soldats les plus valeureux. Les Indiens profitent de ces moments de relâche de surveillance pour passer à l'attaque. Garay y laisse sa vie, ce qui incite Marguerite à demeurer en Argentine.

## Fiche technique
- Titre original : Guerriers et Captives
- Titre espagnol : Guerreros y cautivas
- Réalisation : Edgardo Cozarinsky
- Scénario : Edgardo Cozarinsky
- Assistants réalisation : Dominique Guerrier, Horacio Guisado, Juan Setti, Ana Tarassiuk
- Direction artistique : Miguel Ángel Lumaldo
- Décors : Miguel Ángel Lumaldo
- Costumes : Nene Murúa
- Photographie : Javier Miquelez
- Son : Dante Amoroso
- Montage : Alberto Borello
- Musique : José Luis Castiñeira De Dios
- Production : Sylvette Frydman, Jean-Marc Henchoz, Jorge Estrada Mora
- Production exécutive : Sabina Sigler
- Sociétés de production : Les Films du phare (France), CNC (France), La Sept Cinéma (France), INCAA (Instituto Nacional de Cine y Artes Audiovisuales, Argentine), Jorge Estrada Mora Producciones (Argentine), DFI (Suisse), Les Films JMH (Suisse), TSR (Suisse)
- Sociétés de distribution : Artédis (France), MGI International (Michel Gué International, distribution à l'étranger)
- Pays d’origine :  France,  Argentine,  Suisse
- Tournage : 
  - Langues : français, espagnol
  - Prises de vue : début le 17 octobre 1988
  - Extérieurs : Carmen de Patagones, Viedma (Argentine)
- Format : couleur — 35 mm — 1.85:1 Panavision — son Dolby
- Genre : drame
- Durée : 99 minutes
- Dates de sortie :  5 septembre 1990,  10 novembre 1994
- (fr) Mentions CNC : tous publics, Art et Essai (visa d'exploitation no 67637 délivré le 20 décembre 1989)

## Distribution
- Dominique Sanda : Marguerite
- Leslie Caron : Madame Yvonne
- Federico Luppi : le colonel Garay
- China Zorrilla : la sergente
- Gabriela Toscano : la prisonnière
- Selva Alemán : l'institutrice
- Duilio Marzio : Maître Pacheco

## Distinctions

### Nominations
- Asociación de Cronistas Cinematográficos de la Argentina 1995 — Nominations pour le Condor d'argent :
  - Miguel Ángel Lumaldo pour les meilleurs décors
  - Edgardo Cozarinsky pour le meilleur scénario
  - China Zorrilla pour la meilleure actrice dans un second rôle